# 沼田バイパス
沼田バイパス（ぬまたバイパス）は、群馬県沼田市から利根郡みなかみ町へ至る延長4.3 kmの国道17号のバイパスである。
旧道のうち、下川田町交差点 - 戸鹿野町交差点は国道120号、戸鹿野町交差点 - 政所河原交差点間は国道291号に変更された。

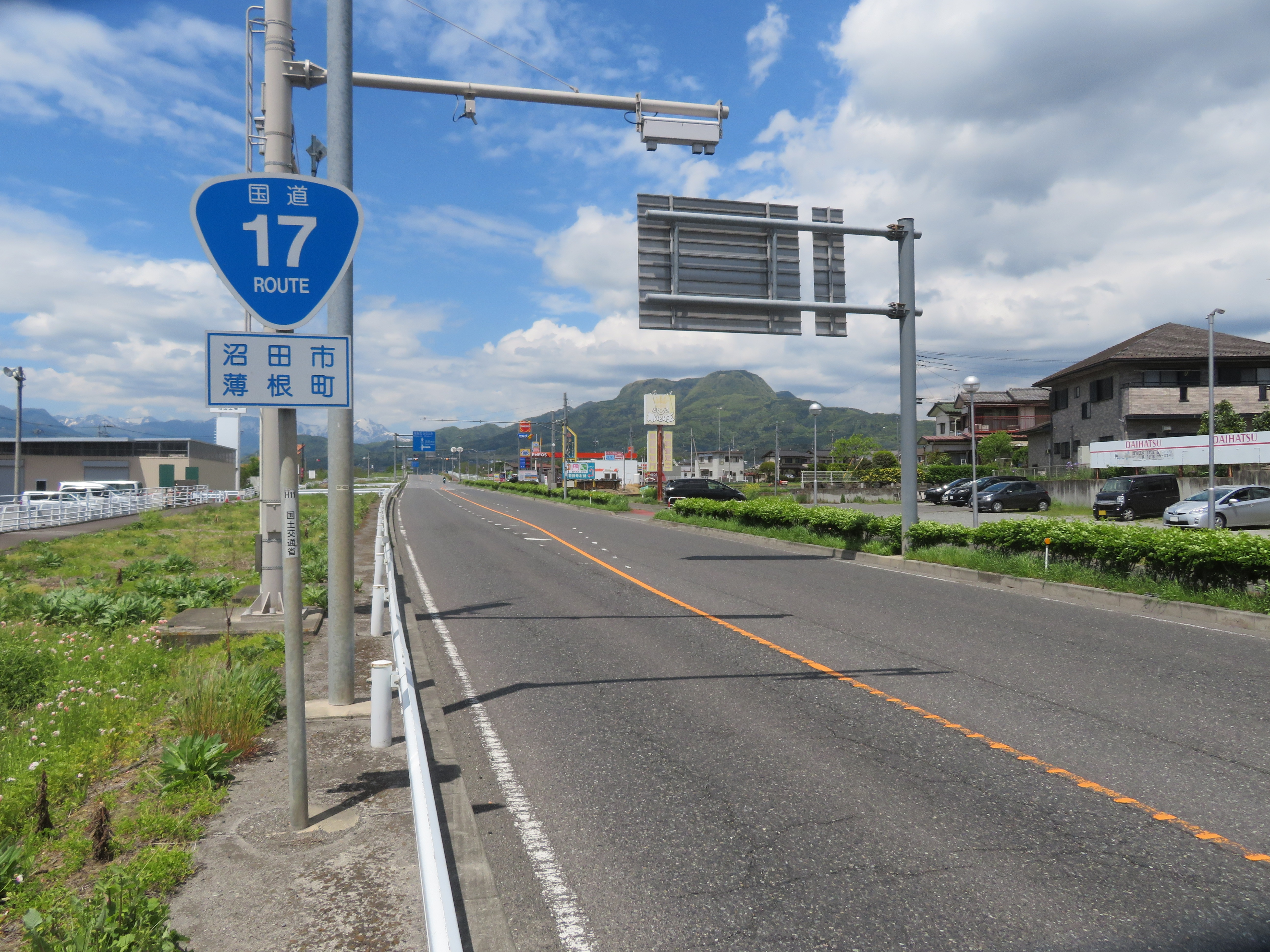
群馬県沼田市薄根町付近

## 概要
沼田市街地の混雑を回避すべく計画された。

### 路線データ
- 起点：群馬県沼田市下川田町（下川田交差点）
- 終点：群馬県利根郡みなかみ町政所（政所河原交差点）
- 延長 : 4.3 km
- 規格 : 第3種第2級
- 設計速度 : 60 km/h
- 幅員
  - 総幅員 : 11.750 m（暫定）、25.000 m（完成）
  - 車線幅員 : 3.500 m
  - 歩道 : 3.000 m
- 車線数 : 暫定2車線
- 最小曲率半径 : 300 m
- 最急縦断勾配 : 3.5 %
- 最急横断勾配 : 6 %

### 年表
- 1983年（昭和58年）8月 : 都市計画決定[2]。
- 1984年（昭和59年）4月 : 事業化[2]。
- 1986年度（昭和61年度） : 用地着手[1]。
- 1989年度（平成元年度） : 工事着手[1]。
- 1999年（平成11年）12月3日 : 全線暫定2車線で開通[2]。

## 地理

### 通過する自治体
- 群馬県
  - 沼田市 - みなかみ町

### 交差する道路
- 国道120号、国道145号、国道291号 - 沼田市下川田町 （下川田町交差点）
- 国道291号 - みなかみ町政所（政所河原交差点）

### 接続するバイパスの位置関係
（渋川・高崎・東京方面）綾戸バイパス -(現道) - 沼田バイパス  - 月夜野バイパス（湯沢・新潟方面）